# Katarzyna
Katarzynaⓘ – imię żeńskie pochodzące od gr. καθαρός, „czysta”, „bez skazy”. Do Polski imię to trafiło za pośrednictwem łaciny.
Imię znane w Polsce w średniowieczu w formach Kachna, Kata, Katarzena, Katarzyna, Katerzena, Katerzyna, Katuszka. W polskich dokumentach pojawia się od XII w., a co najmniej od XV w. przez kolejne stulecia znajduje się w pierwszej trójce najchętniej nadawanych imion żeńskich, z wyjątkiem XIX w., kiedy była uważana za imię przestarzałe. Jej powrót do grupy najchętniej nadawanych imion wzrósł w latach 60. XX w. Katarzyna zyskała wówczas dużą popularność, która w dalszych dekadach malała. Jednak w XXI wieku imię to nosi nadal ponad 600 tysięcy Polek w różnym wieku i jest to jedno z trzech najczęściej spotykanych imion po Annie i Marii.

## Statystyka
Wśród imion nadawanych nowo narodzonym dzieciom w 2009 r. Katarzyna zajmowała 32. miejsce w grupie imion żeńskich. 
W 2010 roku było siódme co do popularności imię w Polsce (trzecie wśród imion żeńskich), noszone przez niespełna 600 tys. osób.
W roku 2019 imię Katarzyna spadło na 58. miejsce w popularności nadawanych imon żeńskich. W 2019 roku nadano nowo narodzonym dziewczynkom imię Katarzyna już tylko 702 razy czyli ośmiokrotnie zmnieszyła się jego wybieralność w ciągu 20 lat.
W 2019 roku imię Katarzyna nosiło w całej Polsce 609 363 osób, co daje temu imieniu 3. miejsce po Annie i Marii a przed Małgorzatą (4. miejsce). 
| rok         | 2000 | 2001 | 2002 | 2003 | 2004 | 2005 | 2006 | 2007 | 2008 | 2009 | 2010 | 2011 | 2012 | 2013 | 2014 | 2015 | 2016 | 2017 | 2018 | 2019 |
| ----------- | ---- | ---- | ---- | ---- | ---- | ---- | ---- | ---- | ---- | ---- | ---- | ---- | ---- | ---- | ---- | ---- | ---- | ---- | ---- | ---- |
| ilość nadań | 5793 | 4907 | 3817 | 3935 | 3115 | 2871 | 2459 | 2354 | 2125 | 1963 | 1866 | 1605 | 1370 | 1241 | 1168 | 967  | 946  | 877  | 786  | 702  |

Katarzyna imieniny obchodzi: 2 lutego, 13 lutego, 9 marca, 22 marca, 23 marca, 24 marca, 1 kwietnia, 6 kwietnia, 29 kwietnia, 30 kwietnia, 25 listopada i 30 grudnia.

## W innych językach
Zobacz też listę w Wikisłowniku
- ang. Catherine, Catharine, Katherine, Katharine, Cathleen, Kathleen, Katrin, Kathryn, Katie, Kitty, Kate, Kat, Katy
- biał. Кацярына (Kaciaryna), Кася (Kasia), Катра (Katra)
- bułg. Ekaterina, Kata, Katerina, Katja, Kica
- czes. Kateřina, Katka, Káťa, Kačka
- duński Katrine, Karen, Karna, Trine
- fin. Katariina, Katri, Kaisa, Kaarina, Katriina, Kati, Kaisu, Kaija, Katja, Riina
- fr. Catherine
- gr. Αικατερίνη (Ekaterini), Κατερίνα (Katerina), Κατίνα (Katina)
- gru. ეკატერინე (Ekaterine), zdrobnienie ეკა (Eka)
- hiszp. Catalina
- niderl. Catharina, Katrijn
- lit. Kotryna, Katryna, Katryne, Katarina, Katre
- łac. Catharina
- mac. Катарина, Kata, Katarina
- niem. Katharina, Katherine, Katrin, Katarina, Kathrin
- norw. Karen, Katharina, Katrine, Kari, Rina
- pol. Katarzyna, Karina, Kasia
- port. Catarina, Cátia, Kátia
- ros. Екатерина (Jekatierina), Катерина (Katierina), Катя (Katia), Катюша (Katiusza), Катенька (Katieńka).
- rum. Ekaterina, Catalina, Caterina, Catrina
- serb.-chorw. Katarina, Kata, Katica
- słow. Katarína, Katka, Karin
- słowen. Katarina, Katja, Katka, Katii
- szw. Katarina, Karin, Karina, Karna, Kajsa
- ukr. Катерина (Kateryna), Катеринка (Katerynka), Катря (Katria), Катруся (Katrusia)
- węg. Katalin, Kata, Kato, Katinka
- wł. Caterina, Catterina, Catarina, Catrina, Catalina, Cattalina, Rina

## Osoby noszące imię Katarzyna

### Święte i błogosławione
- św. Katarzyna Aleksandryjska (III/IV w.), męczennica (zobacz również Katarzynki).
- św. Katarzyna Szwedzka (Katarzyna z Vadstena) (1331–1381), brygidka.
- św. Katarzyna ze Sieny (1347–1380), tercjarka dominikańska, mistyczka.
- św. Katarzyna de Vigri (Katarzyna z Bolonii) (1413–1463), klaryska, mistyczka.
- św. Katarzyna z Genui (1447–1510), mistyczka.
- św. Katarzyna del Ricci (1522–1590), dominikanka, stygmatyczka.
- św. Katarzyna z Palmy (1533–1574), augustianka, mistyczka.
- św. Katarzyna Tekakwitha (1656–1680), kanadyjska osoba świecka, pierwsza kanonizowana Indianka.
- św. Katarzyna Labouré (1806–1876), szarytka.
- św. Katarzyna Maria Drexel (1858–1955), zakonnica.
- bł. Katarzyna Faron (1913–1944), dziewica, męczennica, zakonnica.
- bł. Katarzyna z Parc-aux-Dames (XIII w.), cysterka, mistyczka.
- bł. Katarzyna z Pallanzy (Caterina Morigi) (1427–1478), włoska zakonnica.
- bł. Katarzyna z Racconigi (Caterina Mattei) (1487–1574), włoska tercjarka dominikańska, mistyczka, stygmatyczka.
- bł. Katarzyna Cottenceau (ok. 1733–1794), męczennica, ofiara rewolucji francuskiej.
- bł. Katarzyna (ok. 1424–1478), królowa Bośni, błogosławiona kościoła katolickiego.

### Władczynie
- Katarzyna I, cesarzowa Rosji.
- Katarzyna II Wielka, cesarzowa Rosji.
- Katarzyna Bragança, księżniczka portugalska, królowa Anglii i Szkocji.
- Katarzyna Aragońska, pierwsza z sześciu żon Henryka VIII, króla Anglii.
- Katarzyna Howard, piąta żona Henryka VIII.
- Katarzyna Parr, szósta (ostatnia) żona Henryka VIII.
- Katarzyna de Valois, żona Henryka V, króla Anglii.
- Katarzyna Habsburżanka, królowa polska, wielka księżna litewska.
- Katarzyna Jagiellonka, królowa szwedzka.
- Katarzyna Medycejska, królowa francuska.

### Inne
- Cate Blanchett, aktorka
- Cate Campbell, australijska pływaczka
- Caterina Valente, włoska piosenkarka
- Caterine Ibargüen, kolumbijska lekkoatletka
- Catherine Ashton, brytyjska polityk
- Catherine Deneuve, aktorka francuska
- Catherine O'Hara, kanadyjsko-amerykańska aktorka
- Catherine Oxenberg, aktorka amerykańska
- Catherine Zeta-Jones, aktorka
- Ekaterine Tkeszelaszwili, gruzińska polityk
- Jekatierina Aleksandrowa, rosyjska tenisistka
- Jekatierina Awwakumowa, rosyjsko-południowokoreańska biathlonistka
- Jekatierina Gamowa, rosyjska siatkarka
- Jekatierina Jurjewa, rosyjska biathlonistka
- Jekatierina Jurłowa-Percht, rosyjska biathlonistka
- Jekatierina Kurakowa, łyżwiarka figurowa
- Kaisa Mäkäräinen, fińska biathlonistka
- Kajsa Kling, szwedzka narciarka alpejska
- Kasia Cerekwicka, piosenkarka
- Kasia Dereń, piosenkarka
- Kasia Klich, piosenkarka
- Kasia Kowalska, piosenkarka
- Kasia Lins, piosenkarka
- Kasia Moś, piosenkarka
- Kasia Popowska, piosenkarka
- Kasia Smutniak, polska aktorka i modelka
- Kasia Stankiewicz, piosenkarka
- Kasia Wilk, piosenkarka
- Katarina Iwanowska, macedońska aktorka i modelka
- Katarina Johnson-Thompson, brytyjska lekkoatletka
- Katarina Witt, niemiecka łyżwiarka figurowa
- Katarzyna, księżna Walii
- Katarzyna Adamiak-Sroczyńska, dziennikarka i specjalistka ds. mediów
- Katarzyna Ankudowicz, aktorka
- Katarzyna Bachleda-Curuś, łyżwiarka szybka
- Katarzyna Barlińska, pisarka
- Katarzyna Berenika Miszczuk, pisarka
- Katarzyna Bonda, dziennikarka, scenarzystka i pisarka
- Katarzyna Borowicz, Miss Polonia 2004
- Katarzyna Bosacka, polska dziennikarka
- Katarzyna Bujakiewicz, polska aktorka
- Katarzyna Cichopek, polska aktorka i dziennikarka
- Katarzyna Cynke, aktorka
- Katarzyna Czapla, aktorka
- Katarzyna Dąbrowska, aktorka, piosenkarka
- Katarzyna Dowbor, prezenterka telewizyjna
- Katarzyna Dziurska, trenerka fitness
- Katarzyna Figura, aktorka
- Katarzyna Gajgał-Anioł, siatkarka
- Katarzyna Galica, aktorka
- Katarzyna Gärtner, kompozytorka
- Katarzyna Glinka, aktorka
- Katarzyna Gniewkowska, aktorka
- Katarzyna Gójska, dziennikarka
- Katarzyna Grochola, pisarka
- Katarzyna Groniec, piosenkarka
- Katarzyna Herman, aktorka
- Katarzyna Jamróz, aktorka
- Katarzyna Janowska, dziennikarka
- Katarzyna Kasia, filozofka, publicystka i dziennikarka
- Katarzyna Kawa, tenisistka
- Katarzyna Kobro, rzeźbiarka
- Katarzyna Kolenda-Zaleska, dziennikarka
- Katarzyna Kołeczek, aktorka
- Katarzyna Kotula, polityk
- Katarzyna Kowalska, lekkoatletka
- Katarzyna Krzeszowska, Miss Polski 2012
- Katarzyna Kwiatkowska, aktorka
- Katarzyna Lesing, piosenkarka
- Katarzyna Lubnauer, polityk
- Katarzyna Łaniewska, aktorka
- Katarzyna Maciąg, aktorka
- Katarzyna Madajewska, judoczka
- Katarzyna Niedźwiedzka, łyżwiarka szybka
- Katarzyna Niewiadoma, kolarka
- Katarzyna Nosowska, piosenkarka
- Katarzyna Nowicka, piosenkarka
- Katarzyna Obara-Kowalska, prezenterka telewizyjna
- Katarzyna Pakosińska, artystka kabaretowa
- Katarzyna Pełczyńska-Nałęcz, polityk
- Katarzyna Polewany, aktorka
- Katarzyna Ponikwia, polska biathlonistka
- Katarzyna Półrolniczak, piosenkarka
- Katarzyna Puzyńska, pisarka
- Katarzyna Rogowiec, biegaczka narciarska
- Katarzyna Rooyens, polska piosenkarka
- Katarzyna Rosłaniec, reżyserka
- Katarzyna Rusin, snowboardzistka
- Katarzyna Sawczuk, aktorka i piosenkarka
- Katarzyna Sienkiewicz, piosenkarka i muzyk
- Katarzyna Skolimowska, aktorka
- Katarzyna Skowrońska, siatkarka
- Katarzyna Skrzynecka, polska aktorka i piosenkarka
- Katarzyna Sobczyk, piosenkarka
- Katarzyna Sochacka, piosenkarka
- Katarzyna Sowińska, aktorka i modelka
- Katarzyna Sójka, lekarka i polityk
- Katarzyna Strusińska, supermodelka
- Katarzyna Styskal, siatkarka
- Katarzyna Trzaskalska, dziennikarka
- Katarzyna Walter, aktorka
- Katarzyna Wasick, pływaczka
- Katarzyna Wiszniewska, polska judoczka
- Katarzyna Zawadzka, aktorka
- Katarzyna Zawidzka, Miss Polonia 1985
- Katarzyna Zdziebło, lekkoatletka
- Katarzyna Zielińska (ur. 1979), aktorka
- Katarzyna Zielińska (ur. 1981), aktorka
- Katarzyna Zillmann, wioślarka
- Katarzyna Żak, aktorka
- Kate Beckinsale, aktorka
- Kate Bush, piosenkarka
- Kate Miller-Heidke, australijska śpiewaczka operowa i piosenkarka
- Kate Moss, modelka
- Kate Nash, piosenkarka
- Kate Ryan, piosenkarka
- Kate Winslet, aktorka angielska
- Kateřina Janatová, czeska narciarka biegowa
- Kateřina Neumannová, czeska narciarka biegowa
- Kateřina Siniaková, czeska tenisistka
- Katerina Stefanidi, grecka lekkoatletka
- Katerine Avgoustakis, belgijska piosenkarka
- Katerine Duska, grecko-kanadyjska piosenkarka
- Katharina Schmid, niemiecka skoczkini narciarska
- Katharina Gallhuber, austriacka narciarka alpejska
- Katharina Gutensohn, austriacko-niemiecka narciarka alpejska i dowolna
- Katharina Hennig, niemiecka biegaczka narciarska
- Katharina Liensberger, austriacka narciarka alpejska
- Katharina Truppe, austriacka narciarka alpejska
- Katharine Hepburn, aktorka amerykańska
- Katherine Kelly Lang, aktorka
- Katherine Langford, australijska aktorka
- Katherine Stewart-Jones, kanadyjska biegaczka narciarska
- Kathleen Battle, amerykańska śpiewaczka operowa
- Kathryn Bigelow, amerykańska reżyserka
- Kati Wilhelm, niemiecka biathlonistka
- Katie Cassidy, amerykańska aktorka, modelka i piosenkarka
- Katie Hensien, amerykańska narciarka alpejska
- Katie Holmes, aktorka
- Katie Ledecky, amerykańska pływaczka
- Katie Melua, piosenkarka
- Katie Moon, amerykańska lekkoatletka
- Katie Ormerod, brytyjska snowboardzistka
- Katja Požun, słoweńska skoczkini narciarska
- Katja Seizinger, niemiecka narciarka alpejska
- Katja Višnar, słoweńska biegaczka narciarska
- Katrina Bowden, amerykańska aktorka
- Katy B, brytyjska piosenkarka
- Katy Perry, piosenkarka
- Katy Taylor, amerykańska łyżwiarka figurowa